# Imperfection
Imperfection è un singolo del gruppo musicale statunitense Evanescence, pubblicato il 15 settembre 2017 come primo estratto dal primo album di remix Synthesis.

## Descrizione
Il brano, definito dalla cantante Amy Lee come «il pezzo più importante dell'album», è dedicato a chi soffre di depressione, a chi ha paura di non riuscire a superare i suoi problemi:
La canzone fu eseguita dal vivo per la prima volta a Las Vegas il 14 ottobre 2017 durante la prima tappa del Synthesis Tour.

## Video musicale
Il video di Imperfection è stato diretto da P. R. Brown e girato a Los Angeles il 15 settembre 2017.

## Tracce
1. Imperfection – 4:23

## Classifiche
| Classifica (2017)                | Posizione massima |
| -------------------------------- | ----------------- |
| Stati Uniti (rock & alternative) | 39                |